# Sněžné (okres Rychnov nad Kněžnou)
Sněžné (též Sněžné v Orlických horách německy Sneschney) je obec, která se nachází v okrese Rychnov nad Kněžnou v Královéhradeckém kraji, na hranici CHKO Orlické hory. Žije zde 136 obyvatel.

## Historie
Původní název vesnice bylo Sněžný, podle Sněžného potoka, který vsí protéká.
První písemná zmínka o obci pochází z roku 1534, kdy Achyles Anděl z Ronovce prodává zděděné Frymburské pasntví s okolními vesnicemi Janu Trčkovi z Lípy za 2750 kop grošů. Roku 1537 měl Sněžný 15 obyvatel. Roku 1636 získali Sněžný Colloredo-Mannsfeldové.
Hasičský sbor byl ve Sněžném založen roku 1885, a Sokol v roce 1913. Obec byla elektrifikována roku 1928.
Katastrální území obce má název Sněžné a vzniklo roku 1840.
V letech 1981-1990 bylo Sněžné součástí obce Olešnice v Orlických horách.

### Č. p. 1

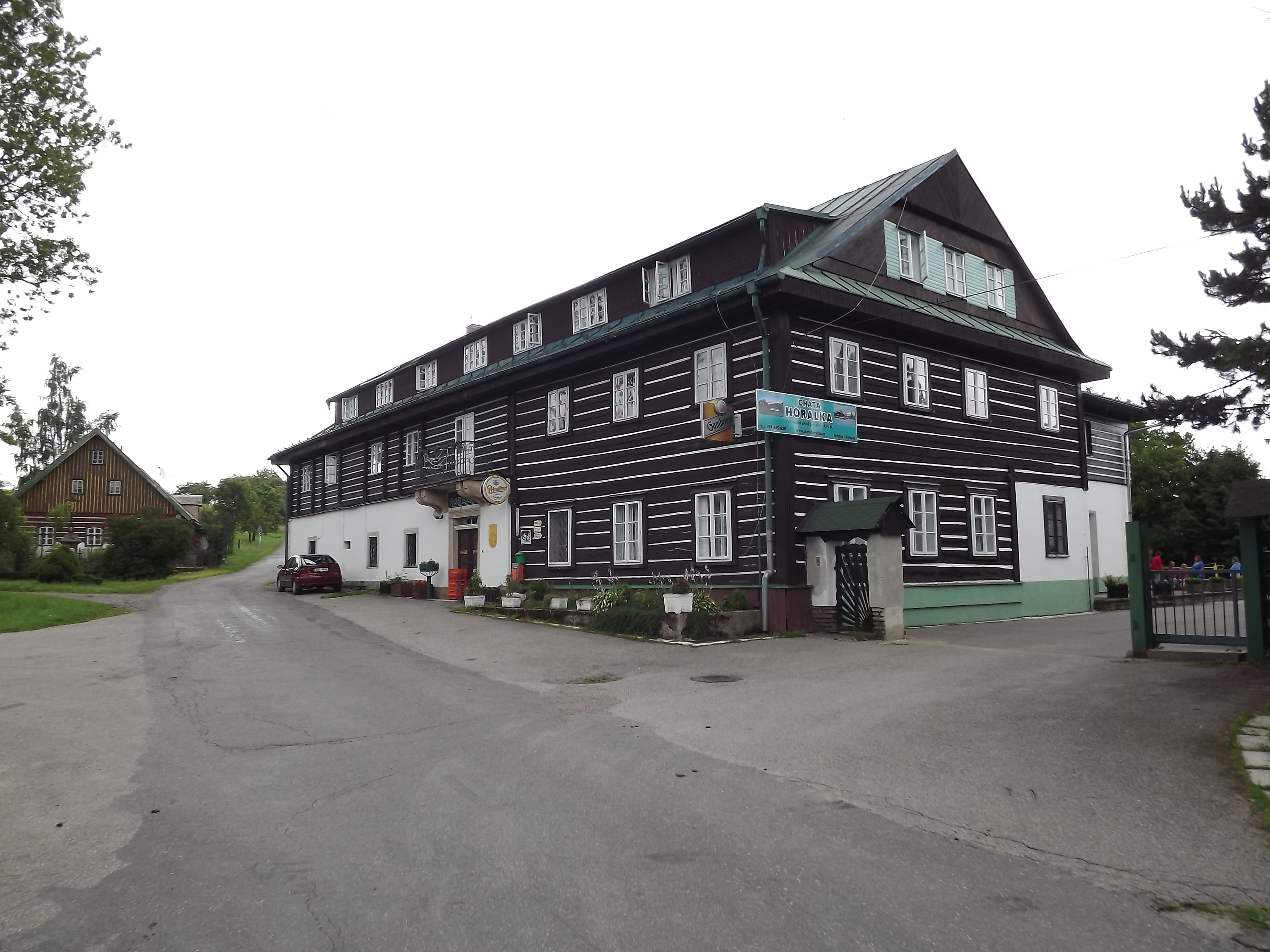
Č. p. 1 - Horalka

V roce 1771 byly ve vsi očíslovány domy; č. p. 1 patřilo rodině Vaněčků, ze které pocházela i mlynářka z Němcové Babičky . Později byla v domě plátenická manufaktura. Časem se stavení dostalo do zástavy spořitelny. V roce 1973 koupil budovu podnik Velorex a zřídil zde rekreační středisko. Dnes je budova součástí rekreačního areálu Horalka.

## Obyvatelstvo
| Vývoj Sněžného mezi lety 1840 a 2011 |      |      |      |      |      |      |      |      |      |      |      |      |      |
| Počet obyvatel                       |      |      |      |      |      |      |      |      |      |      |      |      |      |
| 1869                                 | 1880 | 1890 | 1900 | 1910 | 1921 | 1930 | 1950 | 1961 | 1970 | 1980 | 1991 | 2001 | 2011 |
| 710                                  | 729  | 735  | 617  | 608  | 568  | 472  | 338  | 305  | 252  | 207  | 164  | 142  | 131  |
| Počet domů                           |      |      |      |      |      |      |      |      |      |      |      |      |      |
| 1869                                 | 1880 | 1890 | 1900 | 1910 | 1921 | 1930 | 1950 | 1961 | 1970 | 1980 | 1991 | 2001 | 2011 |
| 105                                  | 114  | 109  | 116  | 118  | 119  | 117  | 116  | 96   | 83   | 73   | 105  | 103  | ???  |

## Pamětihodnosti
- Roubené chalupy

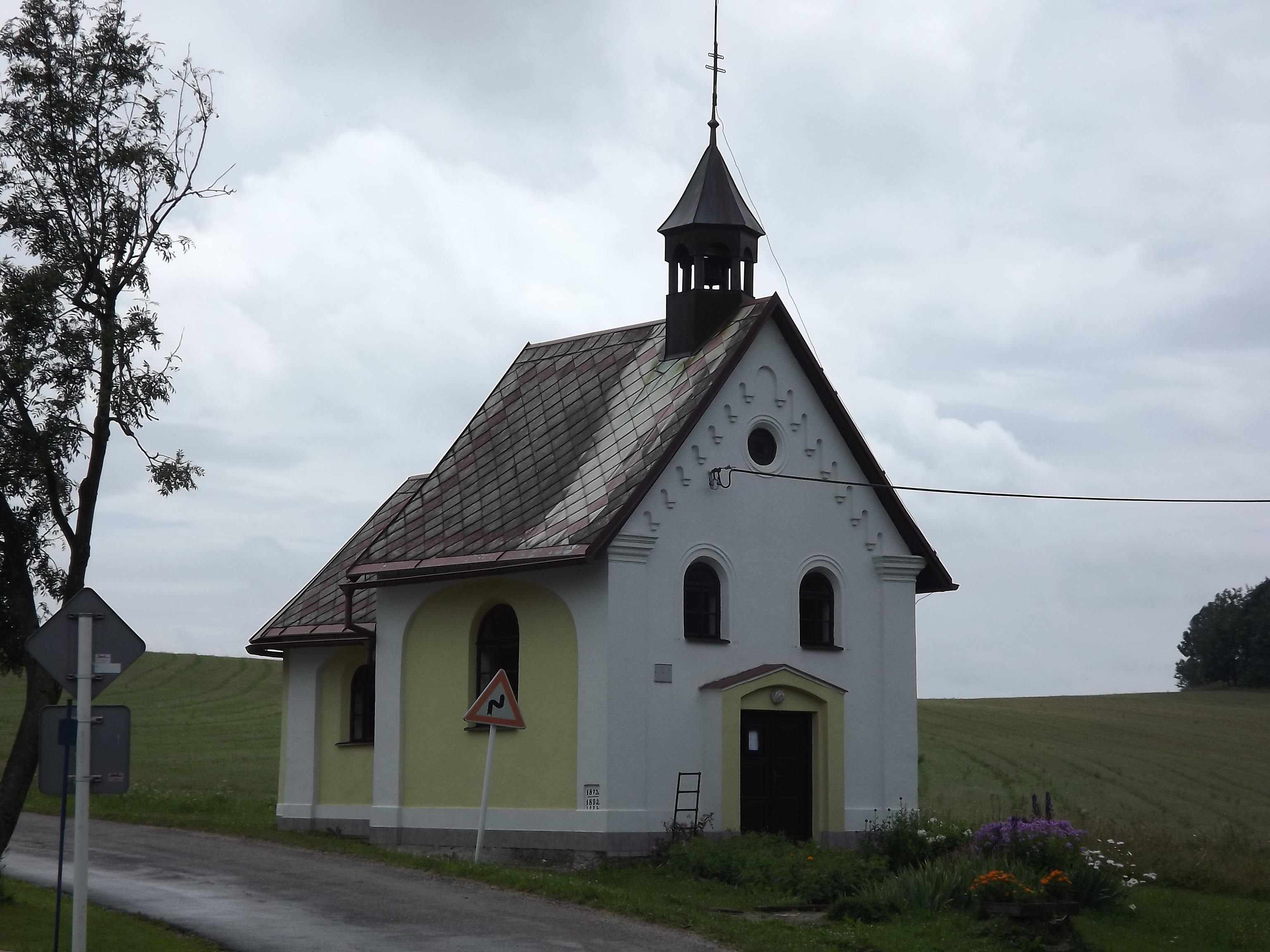
Kaple Panny Marie Sněžné

- Bývalá manufaktura, dnes chata Horalka
- kaplička Panny Marie Sněžné z roku 1892
- pamětní deska obětem nacismu
- nedokončená tvrz Skutina (bunkr)